# Раймилл, Джон
Джон Риддок Раймилл (англ. John Riddoch Rymill, 13 марта 1905 — 7 сентября 1968) — австралийский полярный исследователь. Члены его экспедиции предложили название для антарктических оазисов.

## Биография
Родился в Пеноле, Южная Австралия. Был вторым сыном в семье. Приходился внуком Фрэнку, одному из братьев Раймиллов, известных австралийских деятелей своего времени. Окончив школу в Мельбурне, Джон учился в Королевском географическом обществе в Лондоне. Там он изучал навигацию.
Раймилл готовил себя к карьере исследователя Антарктики и самостоятельно — для этого он занимался в Европе альпинизмом, брал уроки пилотажа. В Канаде учился непосредственно на полярника. В качестве пилота участвовал в английской экспедиции в Гренландию, а затем был участником экспедиции туда под руководством Джино Уоткинса 1932—1933 годов, которую возглавил после смерти последнего.
Джон Раймилл спланировал, нашёл спонсоров и возглавил британскую экспедицию на Землю Грэйама, которая среди прочего открыла замерзший Пролив Георга VI.
Как и его отец, Джон Раймилл погиб в автомобильной катастрофе. Похоронен на новом кладбище в Пеноле. Его пережили жена и двое детей.

## Награды
- Полярная медаль (с редким добавлением т. н. Arctic bar)
- Награды Королевского географического общества (включая золотую медаль основателей)
- Медаль в честь 100-летия Давида Ливингстона

В честь Джона Раймилла назван Берег Раймилла в Антарктиде.